# Lasioglossum zostaceum
Lasioglossum zostaceum är en biart som först beskrevs av Warncke 1982.  Lasioglossum zostaceum ingår i släktet smalbin, och familjen vägbin. Inga underarter finns listade i Catalogue of Life.